# Carmen Ruiz
Carmen Ruiz (Madrid, 28 de juliol de 1974) és una actriu espanyola de cinema, teatre i televisió.
Va començar a ser coneguda arran dels seus papers en les sèries Mujeres (TVE) i Yo soy Bea n va interpretar a la recepcionista de la sèrie (Telecinco), encara que abans ja havia participat amb papers secundaris en diverses pel·lícules (entre les quals cal destacar Crimen ferpecto (2004), a les ordres d'Álex de la Iglesia) i alguns curtmetratges. També compta amb experiència teatral.
Els seus dos papers de més transcendència van ser en sèries que van coincidir en la seva emissió en el temps. Encara que Mujeres no es va decidir a emetre-la fins a l'últim trimestre de 2006, poc després que s'estrenés Yo soy Bea.
Després de poc més d'un any interpretant en aquesta última el paper de Chusa, va decidir deixar la sèrie per a rodar una altra, aquesta vegada en Cuatro, en la qual interpreta un paper protagonista. Es tracta de Cuestión de sexo, en la qual li acompanyen actors com Guillermo Toledo o Pilar Castro.
Va participar en l'adaptació cinematogràfica de Mortadel·lo i Filemó, subtitulada Misión: Salvar la Tierra i sota la direcció de Miguel Bardem, en la qual va interpretar el paper de Toribia.
Des de 2015 fins a la seva final en 2016 (de la segona a la quarta temporada) va interpretar a Petra Palomero en la sèrie de Cuatro, Gym Tony, on era una dels personatges que en més sketches va sortir.

## Filmografia
Llargmetratges
- Futbolisimos (2018).
- Es por tu bien (2017), de Carlos Therón.
- Villaviciosa de al lado (2016), de Nacho García Velilla.
- Mi gran noche (2015), d'Alex de la Iglesia
- La vida inesperada (2013), de Jorge Torregrossa
- Fin (2012), de Jorge Torregrossa
- Que se mueran los feos (2010) de Nacho G. Velilla
- Spanish Movie (2009), de Javier Ruiz Caldera
- Gente de mala calidad (2008), de Juan Cavestany.
- Mortadelo y Filemón. Misión: Salvar la Tierra (2008), de Miguel Bardem.
- Armando o la buena vecindad (2006), de Luis Serrano Prieto.
- Películas para no dormir: La habitación del niño (2006), d'Álex de la Iglesia.
- Crimen ferpecto (2004), d'Álex de la Iglesia.

Curtmetratges
- La subasta de Javi Jiménez Palo (2001)
- Cosecha del año en punto de Javi Jiménez Palo (2001)
- Heterosexuales y Casados de Vicente Villanueva (2007)
- Un día cualquiera d'Eva Guerra i Raquel Barrero (2007)
- La rubia de Pinos Puente (2009)
- 8, de Raúl Cerezo (2011)

Televisió
| Any             | Sèrie                  | Canal                   | Personatge                   | Episodis     |
| --------------- | ---------------------- | ----------------------- | ---------------------------- | ------------ |
| 2006            | Mujeres                | La 2                    | Julia                        | 13 episodis  |
| 2006 - 2007     | Yo soy Bea             | Telecinco               | María Jesús «Chusa» Suárez   | 276 episodis |
| 2006            | Mi querido Klikowsky   | ETB 1                   | María Jesús «Chusa» Suárez   | 1 episodi    |
| 2007 - 2009     | Cuestión de sexo       | Cuatro                  | Elena                        | 37 episodis  |
| 2010            | Supercharly            | Telecinco               | Maite                        | 5 episodis   |
| 2010            | Los misterios de Laura | La 1                    | Emilia Pérez "Srta. Amapola" | 1 episodi    |
| 2010            | Impares                | Antena 3                | Mamen                        | 7 episodis   |
| 2010 - 2011     | Impares Premium        | Neox                    | Mamen                        | 10 episodis  |
| 2011            | BuenAgente             | La Sexta                | Olivia                       | 19 episodis  |
| 2012 - 2014     | Con el culo al aire    | Antena 3                | Elisa "Eli" Gil Pérez        | 42 episodis  |
| 2015 - 2016     | Gym Tony               | Cuatro                  | Petra Palomero               | 267 episodis |
| 2019            | Matadero               | Antena 3                | María José Jiménez           | 10 episodis  |
| 2020 - presente | Madres. Amor y vida    | Prime Video / Telecinco | Luisa                        | 13 episodis  |

## Teatre
- Algo más inesperado que la muerte d'Elvira Lindo dirigida per Josep María Mestres (2009-2010)
- Baile, sólo parejas ANIMALARIO (2009)
- Zanahorias (2008)
- La cantante calva
- Idioteces profundas contadas por imbéciles inteligentes
- Star bien
- La katarsis del tomatazo
- Misogi no (2006)
- Comedia idiota con título absurdo (2006)
- Las dos bandoleras (2014)
- Bajo terapia (2016-2017
- La cantante calva (2017-2018)
- 7 años (2018-2019)

## Premis i nominacions
2009
- Premi a la Millor interpretació femenina al Festival de Curtmetratges de Villarreal "Cineculpable" per La rubia de Pinos Puente.[5]
- Premi a la Millor actriu al Certamen de Curtmetratges Ciudad de Soria per "La rubia de Pinos Puente".[6]
- Premi a la Millor interpretació femenina al Festival de Curts Playas de las Américas Arona per "La rubia de Pinos Puente".[6]
- Premi a la Millor actriu al Cortogenia per "La rubia de Pinos Puente".[6]
- Premi a la Millor actriz a la Setmana de Cinema Espanyol d'Aguilar de Campoo per "La rubia de Pinos Puente".[6]
- Premi a la Millor actriu al Concurs de Curts d'Humor d'Arrigorriaga per "La rubia de Pinos Puente".[6]

2010
- Premi a la Millor actriu al Festival Internacional de Curtmetratges de Móstoles per "La rubia de Pinos Puente".[7]
- Premi a la Millor actriu al la Setmana de Cinema de Medina del Campo per "La rubia de Pinos Puente".[6]
- Biznaga de plata a la millor actriu al Festival de Màlaga en la secció de Curtmetratges per "La rubia de Pinos Puente".[8]
- Premi a la Millor actriu al Festival de Cinema d'Alacant per "La rubia de Pinos Puente".[6]
- Premi a la Millor actriu al Certamen Nacional de Curtmetratges de Mula per "La rubia de Pinos Puente".[6]
- Premi a la Millor actriu al Festival Escorto - El Escorial per "La rubia de Pinos Puente".[6]
- Premi a la Millor actriu al Festival de Cinema Alfàs del Pi per "La rubia de Pinos Puente".[6]
- Premi a la Millor actriu al Festival de Tarazona y el Moncayo 'Paco Martínez Soria' per "La rubia de Pinos Puente".[9]
- Premi a la Millor actriu al Festival de Cinema de Pamplona per "La rubia de Pinos Puente".[10]
- Premio Luna de Islantilla a la millor actriu al Festival Internacional de Cinema Bajo la Luna Islantilla Cinefórum per "La rubia de Pinos Puente".[11]

2011
- Nominació als Unión de Actores 2010 a la millor actriu de repartiment de cinema per "Que se mueran los feos".

2012
- Nominació als Premis SPT a la millor actriu de televisió per "Con el culo al aire.[12]

2013
- Premi Nueva Generación de Comedia al Festival de Cinema de Comèdia de Tarazona 'Paco Martínez Soria'[13]